# Emperador Shang de Han
Emperador Shang de Han (chino: 漢殤帝; pinyin: Hàn Shāngdì; Wade-Giles: Han Shang-ti; finales de octubre o principios de noviembre de 105-21 de septiembre de 106) fue un emperador infante de la dinastía china Han y el quinto emperador de los Han orientales.
Nacido Liu Long, el infante fue colocado en el trono por la emperatriz viuda Deng Sui cuando apenas tenía 100 días de vida, a pesar de que tenía un hermano mayor, Liu Sheng (劉勝).
La emperatriz viuda Deng también mantuvo a Liu Hu (劉祜) -el primo de doce años del joven emperador y futuro emperador An de Han- en la capital Luoyang como seguro contra la muerte del emperador. Liu Hu ascendió al trono cuando el emperador Shang murió en septiembre de 106; sin embargo, la emperatriz viuda Deng seguía siendo la regentedel adolescente emperador An. Un decreto de la emperatriz viuda Deng durante este reinado arrojó luz sobre la ineficacia burocrática.

Sello Imperial Inscripción en el Sello Heredado del Reino "受命於天 既壽永昌"

## Primeros años de vida
El príncipe Liu Long nació en otoño de 105, hijo del emperador He y de una concubina cuya identidad se desconoce. Debido a que, durante su reinado, el emperador He había perdido hijos con frecuencia a causa de enfermedades infantiles, según las supersticiones de la época, tanto el príncipe Long como su hermano mayor, el príncipe Sheng, fueron entregados a padres adoptivos fuera de palacio para su crianza.
Cuando el emperador He murió en febrero de 106, su esposa, la emperatriz Deng Sui, llevó a los jóvenes príncipes de vuelta a palacio. El príncipe Sheng era mayor, pero con frecuencia se le consideraba enfermo y no apto para el trono, por lo que la emperatriz Deng creó príncipe heredero al infante príncipe Long y poco después lo proclamó emperador Shang, con la emperatriz Deng como emperatriz viuda.

## Reinado
Después de que el emperador Shang fuera proclamado emperador, su hermano, el príncipe Sheng, fue creado príncipe de Pingyuan.
Preocupada por la posibilidad de que el emperador Shang no viviera mucho tiempo, la emperatriz viuda Deng también mantuvo a Liu Hu (劉祜) - el primo de doce años del joven emperador y futuro emperador An de Han - en la capital Luoyang como seguro contra la muerte del emperador. Algunos consideraban al príncipe Hu el heredero legítimo del emperador He, ya que era hijo del príncipe Qing de Qinghe, que en su día fue príncipe heredero del emperador Zhang, padre del emperador He, pero fue depuesto debido a las maquinaciones de la emperatriz Dou, esposa del emperador Zhang.
Como el emperador Shang era un bebé, el poder real y formal recayó en la emperatriz viuda Deng. Su hermano Deng Zhi (鄧騭) se convirtió en el funcionario más poderoso del gobierno imperial. Durante su breve reinado, la emperatriz viuda Deng concedió un indulto general a quienes habían sido desposeídos de sus derechos por asociarse con la familia de la emperatriz Dou.

### Muerte
En septiembre de 106, el emperador Shang murió.Los funcionarios se habían dado cuenta de que su hermano mayor, el príncipe Sheng, no estaba tan enfermo como se pensó en un principio y, por tanto, querían nombrarlo emperador. Sin embargo, a la emperatriz viuda Deng le preocupaba que el príncipe Sheng pudiera guardar rencor por no haber sido nombrado emperador antes que su hermano, por lo que insistió en nombrar emperador al primo del emperador Shang, el príncipe Hu.

## Nombre de la era
- Yanping ( 延平) 106